# Leclercq (familie)

Wapenschild van de familie Leclercq

Leclercq is een Belgische adellijke familie.

## Geschiedenis
De eerste vermelding van deze tak van de familie Leclercq dateert uit 1688. De familie was uit Herve afkomstig. Stamvader van de huidige familie was Olivier Leclercq. Verschillende leden van de familie werden in de adelstand verheven.

## Genealogie
- Olivier Leclercq, advocaat, magistraat, lid van de Tweede Kamer en lid van de Raad van State, trouwde met Martine Deliège.
  - Mathieu Leclercq (1796-1889), advocaat, raadsheer in het hof van beroep in Luik, gemeenteraadslid van Luik, lid van het Nationaal Congres, volksvertegenwoordiger, raadsheer in het Hof van Cassatie, procureur-generaal bij het Hof van Cassatie en minister van Jusititie, trouwde in 1820 met Cathérine Chefnay (1799-1845).
    - Hippolyte Leclercq (1823-1861), militair, trouwde met Léonie Boonen. Het huwelijk bleef kinderloos.
    - Alfred Leclercq (1827-1911), chirurg, trouwde met Adélaïde Dick (1826-1865). Ze kregen een zoon en een dochter.
      - Alice Leclercq (-1911), trouwde met Gustave Neyt, generaal.
      - Mathieu Leclercq (1857-1928), luitenant-generaal, trouwde in 1882 in Luik met Jenny Colen (1859-1914). Ze kregen een zoon en drie dochters.
        - Alfred Leclercq (1887-1974), kolonel van de cavalerie, trouwde in 1919 in Sint-Joost-ten-Node met Madeleine Tibbaut (1891-1963), dochter van baron Emile Tibbaut, advocaat, gemeenteraadslid van Gent, voorzitter van de Kamer van volksvertegenwoordigers en minister van Staat. Ze kregen twee zoons en vier dochters, met afstammelingen tot heden. Hij werd op 1 augustus 1930 in de erfelijke adel opgenomen met de titel van jonkheer, overdraagbaar bij eerstgeboorte en op 4 november 1936 met de titel van baron, overdraagbaar bij eerstgeboorte.
          - Mathieu Leclercq (1922-2010)
            - Olivier Leclercq (1957-2021), piloot
            - Thierry Leclercq (1959), journalist

        - Jeanne Leclercq (1892-1967), trouwde in 1919 in Sint-Joost-ten-Node met Willy Deprez (1891-1970), industrieel, zoon van Oscar Deprez, advocaat en volksvertegenwoordiger. Het huwelijk bleef kinderloos.
        - Alice Leclercq (1903-1959), trouwde met Louis-Jean Mahieu (1899-1940), directeur van de Nationale Bank van België, lid van de Bankencommissie, bestuurder van de Banque du Congo belge en lid van het toezichtscomité van de Deposito- en Consignatiekas, zoon van Philippe-Joseph Mahieu, advocaat en medestichter en ondervoorzitter van de Nationale Maatschappij voor Krediet aan de Nijverheid. Ze kregen een dochter, met afstammelingen tot heden. Ze hertrouwde met Jean-Henri Stevenart.

    - Louis Leclercq (1829-1883), advocaat bij het Hof van Cassatie en provincieraadslid van Brabant, trouwde in 1854 in Brussel met Élisabeth Petithan (1830-1911), dochter van François Petithan, generaal. Ze kregen twee zoons en drie dochters.
      - Cathérine Leclercq (1855-1948), trouwde in 1876 in Luik met Gustave Francotte (1852-1925), advocaat, provincieraadslid van Luik, gemeenteraadslid van Luik, volksvertegenwoordiger, minister van Nijverheid en Arbeid en voorzitter van het Internationaal Instituut van de Middenstand. Ze kregen een zoon en een dochter, met afstammelingen tot heden.
      - Hélène Leclercq, trouwde in 1882 met Lucien Van de Vin (1848-1914), lid van de Koloniale Raad en directeur van de Nationale Bank van België. Het huwelijk bleef kinderloos.
      - Georges Leclercq (1858-1936), advocaat en stafhouder van de balie bij het Hof van Cassatie, trouwde in 1882 in Brussel met Pauline Van Volxem (1862-1947), dochter van Joseph Van Volxem, advocaat, volksvertegenwoordiger en burgemeester van Laken. Ze kregen twee zoons en een dochter. Hij werd op 12 mei 1931 in de erfelijke adel opgenomen met de titel van baron, overdraagbaar bij eerstgeboorte.
        - Louis Leclercq (1883-1945), diplomaat, bleef ongehuwd.
        - Marguerite Leclercq (1884-1960), trouwde in 1903 in Brussel met Jules Edouard Van Dievoet (1878-1941), advocaat, zoon van Jules Van Dievoet, advocaat en stafhouder van de balie bij het Hof van Cassatie, en kleinzoon van Jules Anspach, volksvertegenwoordiger en burgemeester van Brussel. Ze kregen drie dochters, met afstammelingen tot heden.
        - Albert Leclercq (1887-1966), advocaat, trouwde in 1912 in Brussel met Bende Crabbe (1894-1944) en vervolgens met Daisy de Weissenburch (°1902).

      - Berthe Leclercq (1860-1946), trouwde in 1881 in Brussel met baron Victor Gendebien (1854-1938), raadsheer in het Hof van Cassatie, kleinzoon van Alexandre Gendebien. Ze kregen twee zoons en een dochter, met afstammelingen tot heden. Ze waren de grootouders van Olivier Gendebien.
      - Paul Leclercq (1863-1944), procureur-generaal bij het Hof van Cassatie, trouwde met Marguerite Pauwels (1863-1887). Ze kregen drie zoons. Haar broer Maurice Pauwels was een schoonzoon van Joseph Poelaert, architect.
        - Jacques Leclercq (1891-1971), theoloog en hoogleraar aan de Katholieke Universiteit Leuven